# Metopius erythropus
Metopius erythropus är en stekelart som beskrevs av Joseph Kriechbaumer 1894. Metopius erythropus ingår i släktet Metopius och familjen brokparasitsteklar. Inga underarter finns listade i Catalogue of Life.